# Rumstation
Rumstationer er kunstigt skabte konstruktioner, der har til formål at tillade mennesker at leve i rummet udenfor Jordens atmosfære. En rumstation adskiller sig fra andre bemandede rumfartøjer ved ikke at have større selvstændig fremdriftssystem eller mulighed for at lande. I stedet bruges andre fartøjer til at transportere materiel og personer til og fra rumstationen. Rumstationer er designet til middel-lange ophold i rummet i perioder på uger, måneder og endda år.
Rekord for det længste ophold i rummet blev sat af Valeri Polyakov, der opholdt sig 437,7 dage om bord i Mir fra 1994 til 1995. I 2005 har i alt 3 personer haft enkeltophold i rummet på over 1 år – alle om bord i Mir.

## Rumstationer gennem tiden
- Saljut-rumstationer: Saljut 1, Saljut 2 (mislykkedes, aldrig beboet), Saljut 3, Saljut 4, Saljut 5, Saljut 6, Saljut 7
- Skylab
- Mir
- Den Internationale Rumstation (ISS)
- Tiangong 1
- Tiangong 2
- Tiangong, Chinese space station (CSS)

Efter den kontrollerede nedstyrtning af Mir i 2001 var Den Internationale Rumstation den eneste af disse der på daværende tidspunkt var i kredsløb om jorden. Den har været bemandet uden pause siden 30. oktober 2000.
Tiangong fra det kinesiske rumprogram er også bemandet.